# Prekmurska gibanica
Prekmurska gibanica je slatko jelo slovenske kuhinje. Naziv je dobila po slovenskoj pokrajini Prekmurje (Preko Mure), koja leži na sjeveroistoku Slovenije, prema Mađarskoj.

## Opis
Gibanica je slatko i vrlo kalorično jelo. Priprema se od dvije vrste tijesta. 
Za što veću sočnost svaki se sloj obogaćuje masnoćom i vrhnjem.
Mora biti osam slojeva i četiri nadjeva, ponovljeno istim redoslijedom: mak, skuta, orasi, jabuke.
Priprema prekmurske gibanice, u skladu s europskom zaštitom, nije ograničena samo na Prekmurje, nego je može pripremati i prodavati svatko tko se drži propisanog recepta i za to pribavi certifikat.

U Hrvatskoj se na vrlo sličan način priprema Međimurska gibanica.

## Priprema
Na dno namašćene glinene posude za pečenje, najprije dolazi sloj prhkog tijesta, a tijesto je među slojevima vučeno.
Na prhko tijesto dolazi red nadjeva od maka. Preko nadjeva se razvuče sloj tijesta i rasporedi pola nadjeva od skute. Nakon tog nadjeva opet slijedi sloj vučenog tijesta i zatim treći nadjev – onaj od oraha. Četvrti je nadjev od jabuka. Slojevi se obogaćuju masnoćom i vrhnjem.
Na vrh dolazi kora vučenog tijesta koja se prelije kiselim ili slatkim vrhnjem u kojem je umiješan žumanjak ili se posljednja kora samo premaže masnoćom.
Gibanice su se nekada pekle isključivo u okrugim glinenim posudama.

## Vanjske poveznice
- Pravilnik o označbi tradicionalnega ugleda Prekmurska gibanica  Arhivirana inačica izvorne stranice od 6. veljače 2008. (Wayback Machine)